# اچ‌دی ۵۰۵۵۴
اچ‌دی ۵۰۵۵۴ یک ستاره است که در صورت فلکی دوپیکر قرار دارد.